# 9599 Onotomoko
9599 Onotomoko eller 1991 UP2 är en asteroid i huvudbältet som upptäcktes den 29 oktober 1991 av de båda japanska astronomerna Kazuro Watanabe och Kin Endate vid Kitami-observatoriet. Den är uppkallad efter Tomoko Ono.
Asteroiden har en diameter på ungefär 4 kilometer.